# Grande Prêmio da Emília-Romanha de 2021
O Grande Prêmio da Emília-Romanha de 2021 (formalmente denominado Formula 1 Pirelli Gran Premio Del Made In Italy E Dell'emilia Romagna 2021) foi a segunda etapa da temporada de 2021 da Fórmula 1. Foi disputado em 18 de abril de 2021 no Autódromo Enzo e Dino Ferrari, em ímola, Itália.

## Relatório

### Antecedentes
Alteração nos Horários
Para evitar um conflito com o funeral do Príncipe Philip, que morreu na manhã do dia 9 de abril de 2021, aos 99 anos, a Fórmula 1 e a Federação Internacional de Automobilismo (FIA) decidiram alterar os horários dos treinos livres e da classificação.
Como o cortejo está marcado para ser realizado na mesma hora em que a classificação no sábado, a sessão foi antecipada em uma hora, passando das 10h para as 9h (horário de Brasília). E como o treino classificatório só pode ocorrer com um espaço mínimo de duas horas do terceiro treino livre, este também foi antecipado das 7h para as 6h. As mudanças no sábado acabaram gerando um efeito cascata na sexta-feira, já que o regulamento prevê que o terceiro treino livre precisa ter início com um espaço mínimo de 19h para a segunda sessão. Assim, os dois primeiros treinos livres foram antecipados em 30 minutos e agora começam às 6h (TL1) e às 9h30 (TL2).
Antes do início da classificação, no sábado, a F1 decretará um período de um minuto de silêncio em homenagem ao Príncipe Philip.

### Limite de Pista
Os limites de pista serão monitorados na saída da Piratella (curva 9), na tangência da curva 13 e na saída da Variante Alta (curvas 14 e 15).
Curva 9 (Piratella)
Qualquer tempo marcado em que o piloto passe com as quatro rodas fora da pista será sumariamente invalidado.
Curva 13
Na Curva 13, seguinte à Acque Minerale, o problema é na tangência, em que o piloto não pode exagerar no uso da zebra, sob pena de perder a volta em questão.
Curva 14 e 15 (Saída da Variante Alta)
E na saída da Variante Alta, o limite é um pouco menos restrito: o piloto tem de deixar ao menos duas rodas em cima da zebra pintada de verde, branco e vermelho. Ou seja, tolerância zero: a infração será informada às equipes e ao público pelo sistema de cronometragem.

### Corrida[4]
Pré-corrida
O caos se instalou cerca de uma hora antes da largada. A chuva, que tinha pouca chance de dar as caras em Ímola, veio e molhou a pista italiana. E mudou toda a história para a prova. Fernando Alonso, por exemplo, escapou na volta de alinhamento para o grid, mas conseguiu voltar para os boxes a tempo de fazer os reparos no carro e retornar para a disputa. Lance Stroll enfrentou problemas com os freios da sua Aston Martin e Valtteri Bottas também teve suspeita de pneu furado. E Sebastian Vettel, também com problemas, precisou largar dos boxes.
Na volta de apresentação, Charles Leclerc, em quarto no grid, escapou da pista e, por muito pouco, não ficou atolado na caixa de brita. Com muita sorte, o monegasco voltou à posição inicial antes da largada.
Largada
Max Verstappen largou melhor que Lewis Hamilton, emparelhou na entrada da chicane da Tamburello, chegou a tocar rodas com a Mercedes e ganhou a primeira posição. Lewis se manteve em segundo, enquanto Pérez caiu para terceiro. Ainda na primeira volta, no entanto, Leclerc conseguiu fazer a ultrapassagem, superou o mexicano e subiu para P3, enquanto Daniel Ricciardo era o quinto com a McLaren, à frente de Pierre Gasly, Lance Stroll, Carlos Sainz Jr., Lando Norris e Valtteri Bottas.
O carro de segurança foi acionado pela direção de prova ainda na primeira volta. Nicholas Latifi estava muito mais lento, e Nikita Mazepin, que vinha logo atrás, não conseguiu evitar o contato. O canadense bateu forte na Variante Alta. Tudo bem com o piloto, que ficou apenas com a frustração de abandonar uma corrida que se desenhava positiva para a equipe.
Em bandeira amarela, ficou nítido que o carro de Hamilton tinha avarias na asa dianteira, mas seguiu adiante sem precisar fazer outra parada. Quem precisou parar foi Mick Schumacher, que escapou na saída do pit-lane ao tentar aquecer os pneus, rodou sozinho e bateu de frente o carro da Haas no muro. O alemão conseguiu se manter na pista, mas se arrastou antes de voltar para os boxes.
A relargada foi dada na volta 7. Verstappen se manteve na dianteira, enquanto Hamilton precisou segurar a pressão de Leclerc. Pérez, ao contrário, vinha bem mais atrás, mas permaneceu em quarto lugar, seguido por Ricciardo. A grande disputa estava mais atrás, com Norris conseguindo fazer a ultrapassagem sobre Gasly para assumir a sexta posição. O francês, que vinha com pneus de chuva extrema, foi superado também pela Ferrari de Sainz. O espanhol chegou a escapar com sua Ferrari na brita da curva Rivazza, mas conseguiu voltar para a pista sem perder posições. Pérez, que não fazia uma grande corrida, passou a ser investigado pelos comissários por ter ultrapassado dois carros durante o período de carro de segurança. O mexicano havia escapado da pista, mas depois retomou as posições perdidas para Ricciardo, Gasly e Leclerc. Pérez sofreu uma punição de 10s. Gasly seguia perdendo muitas posições em razão da escolha errada de pneus. O francês foi superado por Stroll, Valtteri Bottas, George Russell, Kimi Räikkönen, Antonio Giovinazzi e até Yuki Tsunoda, que largou em último. Bem mais atrás, Alonso e Esteban Ocon duelavam pelo 17º lugar. Só na volta 15 é que a AlphaTauri chamou Gasly para fazer o pit-stop.
Enquanto Verstappen e Hamilton continuavam voando na pista e registravam seguidas voltas mais rápidas, com ritmo por volta de 2s melhores que todos os demais, Sainz escorregava novamente no traiçoeiro asfalto úmido de Ímola. Mesmo assim, o dono do carro #55 da Ferrari permanecia em sétimo. Bem mais à frente, Ricciardo e Norris duelavam pelo quinto lugar. Assim como foi no Barém, Sebastian Vettel seguia fazendo uma corrida pífia e estava em P16 com a Aston Martin. Para piorar o cenário, o tetracampeão ainda sofreu um stop-and-go de 10s porque a equipe instalou os pneus no seu carro depois do aviso de 5 minutos para a largada em Ímola. Seb foi o primeiro a arriscar ao sair com pneus para pista seca. A vantagem relativamente confortável de Verstappen para Hamilton caiu de quase 6s para menos de 3s. Os pneus do carro da Red Bull estavam bem desgastados, e o heptacampeão aproveitou para encurtar bem a distância. Mais atrás, Leclerc fazia uma corrida tranquila em terceiro e tinha 14s de frente para Pérez.
Outro que despencou em termos de rendimento foi Ricciardo. O australiano não apenas perdeu o contato com Norris como foi ultrapassado com facilidade por Sainz na volta 27, caindo assim para sétimo lugar. Naquele mesmo giro, Verstappen foi chamado pela Red Bull para fazer o pit-stop e trocou pneus intermediários pelos slicks médios. Lewis ficou na pista por mais uma volta. O neerlandês voltou em terceiro, atrás de Leclerc e à frente de Pérez. A Mercedes chamou Hamilton para seu pit-stop na volta seguinte. O heptacampeão teve uma parada bem mais lenta, 4s, contra 2s2 de Verstappen, e ainda deu uma pequena escorregada na saída do pit-lane. Max, portanto, voltou na frente. Pérez também fez seu pit-stop, aproveitou para pagar a punição e ainda trocou o volante do carro, algo um tanto incomum durante a corrida. Verstappen retornou com 3s de vantagem para Hamilton. Leclerc continuava em terceiro, seguido por Norris e Pérez fechando o top-5.
Na volta 31, Hamilton cometeu um erro bobo na entrada da curva Tosa, escapou da pista e bateu na barreira de proteção. Parecia o fim de corrida para o piloto, que conseguiu voltar para a prova ao dar marcha ré no carro. Lewis conseguiu se arrastar com o W12, com a asa dianteira toda avariada, e fez o pit-stop.
Acidente de George Russell e Valtteri Bottas
Ainda na mesma volta, a prova foi palco de um fortíssimo acidente entre Russell e Bottas. O acidente forte aconteceu na volta 31 entre os carros da Mercedes e Williams pouco antes da chicane da curva Tamburello. Russell acionou a asa móvel (DRS) na reta dos boxes para tentar ultrapassar Bottas por fora. Entretanto, após leve movimentação do carro da Mercedes para a direita, George colocou a roda dianteira direita na grama, que estava bem molhada, escorregou, rodou e acertou o carro do finlandês. Os dois bateram muito forte e só foram parar na barreira de proteção após considerável impacto.  O britânico, que estava bem irritado e, inclusive, saiu do carro e foi direção ao de Bottas para tirar satisfação, reiterou que esperava por uma reação mais “amistosa” do finlandês na disputa pelo nono lugar da corrida. Com o impacto e os inúmeros detritos na pista, a direção de prova acionou a bandeira vermelha na volta 34 e interrompeu a corrida.
Reinicio da Corrida
A corrida foi retomada às 11h25 (de Brasília). A direção de prova definiu que a largada seria em movimento e não parada, como funciona o novo regulamento da F1. Hamilton, que estava em nono, ganhou uma posição — depois que Räikkönen voltou na volta de alinhamento e ainda foi um dos que teve a volta de desvantagem para o líder, Verstappen, ter sido descontada. 
Antes mesmo de acorrida ser reiniciada, Verstappen escapou na curva Rivazza e por pouco não teve um prejuízo maior. O holandês conseguiu se manter em primeiro, logo à frente de Leclerc e Norris. A disputa foi reiniciada na volta 35.
Na relargada, Verstappen conseguiu se manter na frente, enquanto Norris conseguiu ganhar a posição de Leclerc e subiu para segundo com pneus macios. O monegasco seguiu em terceiro, enquanto Pérez vinha em quarto, seguido por Sainz, Ricciardo, Stroll e Hamilton, em oitavo. Yuki Tsunoda, que havia se colocado na zona de pontuação, escapou logo depois da relargada, mas conseguiu continuar na corrida. Pérez foi mais um a errar no asfalto traiçoeiro de Ímola quando percorreu a curva Villeneuve. O mexicano rodou e despencou na prova, caindo dez posições depois de andar a maior parte da disputa em quarto lugar. Hamilton, em corrida de recuperação, abriu caminho ao passar Stroll e Ricciardo e subiu para o quinto lugar. Na tentativa de chegar novamente à zona de pontuação, Pérez buscou de tudo e chegou a trocar tinta com a Aston Martin de Vettel, que estava em P12, na chicane da Tamburello. O alemão venceu a disputa e manteve a posição. No mesmo trecho, na volta seguinte, Hamilton tentou passar Sainz, mas o aguerrido espanhol se segurou em quarto. Só que o heptacampeão, com melhor desempenho, fez a ultrapassagem no giro 50 e avançou para o quarto posto. Imparável, Lewis não teve a menor dificuldade para passar Leclerc e subir para terceiro. Restava apenas o valente Norris no seu caminho. Com um grande espetáculo de pilotagem, o prodígio da McLaren se defendeu até onde foi possível, mas não resistiu à melhor performance da Mercedes e sofreu a ultrapassagem. O que não apaga a excelente atuação, que só não foi mais impactante que a jornada quase perfeita de Verstappen, o grande nome do domingo de GP da Emília-Romanha de Fórmula 1.

## Resultados

### Treino classificatório
| 1                        | 44 | Lewis Hamilton     | Mercedes              | 1:14.823 | 1:14.817 | 1:14.411 | 1  |
| 2                        | 11 | Sergio Perez       | Red Bull Racing-Honda | 1:15.395 | 1:14.716 | 1:14.446 | 2  |
| 3                        | 33 | Max Verstappen     | Red Bull Racing-Honda | 1:15.109 | 1:14.884 | 1:14.498 | 3  |
| 4                        | 16 | Charles Leclerc    | Ferrari               | 1:15.413 | 1:14.808 | 1:14.740 | 4  |
| 5                        | 10 | Pierre Gasly       | AlphaTauri-Honda      | 1:15.548 | 1:14.927 | 1:14.790 | 5  |
| 6                        | 3  | Daniel Ricciardo   | McLaren-Mercedes      | 1:15.669 | 1:15.033 | 1:14.826 | 6  |
| 7                        | 4  | Lando Norris       | McLaren-Mercedes      | 1:15.009 | 1:14.718 | 1:14.875 | 7  |
| 8                        | 77 | Valtteri Bottas    | Mercedes              | 1:14.672 | 1:14.905 | 1:14.898 | 8  |
| 9                        | 31 | Esteban Ocon       | Alpine-Renault        | 1:15.385 | 1:15.117 | 1:15.210 | 9  |
| 10                       | 18 | Lance Stroll       | Aston Martin-Mercedes | 1:15.522 | 1:15.138 | S/Tempo  | 10 |
| 11                       | 55 | Carlos Sainz Jr.   | Ferrari               | 1:15.406 | 1:15.199 | —        | 11 |
| 12                       | 63 | George Russell     | Williams-Mercedes     | 1:15.826 | 1:15.261 | —        | 12 |
| 13                       | 5  | Sebastian Vettel   | Aston Martin-Mercedes | 1:15.459 | 1:15.394 | —        | 13 |
| 14                       | 6  | Nicholas Latifi    | Williams-Mercedes     | 1:15.653 | 1:15.593 | —        | 14 |
| 15                       | 14 | Fernando Alonso    | Alpine-Renault        | 1:15.832 | 1:15.593 | —        | 15 |
| 16                       | 7  | Kimi Raikkonen     | Alfa Romeo-Ferrari    | 1:15.974 | —        | —        | 16 |
| 17                       | 99 | Antonio Giovinazzi | Alfa Romeo-Ferrari    | 1:16.122 | —        | —        | 17 |
| 18                       | 47 | Mick Schumacher    | Haas-Ferrari          | 1:16.279 | —        | —        | 18 |
| 19                       | 9  | Nikita Mazepin     | Haas-Ferrari          | 1:16.797 | —        | —        | 19 |
| Tempo dos 107%: 1:19.899 |    |                    |                       |          |          |          |    |
| NQ                       | 22 | Yuki Tsunoda       | AlphaTauri-Honda      | S/Tempo  | —        | —        | 20 |
| Fonte:                   |    |                    |                       |          |          |          |    |

Notas

### Corrida
| Pos.                                                                  | Nu. | Piloto             | Construtor            | Voltas | Tempo/Retirado | Pit Stop | Pneus                                                                             | Grid | Pontos |
| --------------------------------------------------------------------- | --- | ------------------ | --------------------- | ------ | -------------- | -------- | --------------------------------------------------------------------------------- | ---- | ------ |
| 1                                                                     | 33  | Max Verstappen     | Red Bull Racing-Honda | 63     | 2:02:34.598    | 2        | Intermediário novo · Médio C3 Novo · Médio C3 Usado                               | 3    | 25     |
| 2                                                                     | 44  | Lewis Hamilton     | Mercedes              | 63     | +22.000        | 4        | Intermediário novo · Médio C3 Usado · Médio C3 Novo                               | 1    | 18+1   |
| 3                                                                     | 4   | Lando Norris       | McLaren-Mercedes      | 63     | +23.702        | 2        | Intermediário novo · Médio C3 Novo · Macio C4 Usado                               | 7    | 15     |
| 4                                                                     | 16  | Charles Leclerc    | Ferrari               | 63     | +25.579        | 2        | Intermediário novo · Médio C3 Novo                                                | 4    | 12     |
| 5                                                                     | 55  | Carlos Sainz Jr.   | Ferrari               | 63     | +27.036        | 2        | Intermediário novo · Médio C3 Novo                                                | 11   | 10     |
| 6                                                                     | 3   | Daniel Ricciardo   | McLaren-Mercedes      | 63     | +51.220        | 2        | Intermediário novo · Médio C3 Novo · Macio C4 Usado                               | 6    | 8      |
| 7                                                                     | 10  | Pierre Gasly       | AlphaTauri-Honda      | 63     | +52.818        | 4        | Chuva novo · Intermediário novo · Médio C3 Novo                                   | 5    | 6      |
| 8                                                                     | 18  | Lance Stroll       | Aston Martin-Mercedes | 63     | +56.9094       | 3        | Intermediário novo · Médio C3 Novo                                                | 10   | 4      |
| 9                                                                     | 31  | Esteban Ocon       | Alpine-Renault        | 63     | +1:05.704      | 5        | Chuva novo · Intermediário novo · Médio C3 Novo · Macio C4 Usado · Médio C3 Usado | 9    | 2      |
| 10                                                                    | 14  | Fernando Alonso    | Alpine-Renault        | 63     | +1:06.561      | 3        | Intermediário novo · Médio C3 Novo                                                | 15   | 1      |
| 11                                                                    | 11  | Sergio Pérez       | Red Bull Racing-Honda | 63     | +1:07.151      | 2        | Intermediário novo · Médio C3 Novo · Macio C4 Usado                               | 2    |        |
| 12                                                                    | 22  | Yuki Tsunoda       | AlphaTauri-Honda      | 63     | +1:13.1842     | 3        | Intermediário novo · Médio C3 Novo · Macio C4 Novo                                | 20   |        |
| 13                                                                    | 7   | Kimi Räikkönen     | Alfa Romeo-Ferrari    | 63     | +1 volta3      | 3        | Intermediário novo · Médio C3 Novo                                                | 16   |        |
| 14                                                                    | 99  | Antonio Giovinazzi | Alfa Romeo-Ferrari    | 62     | +1 volta       | 4        | Intermediário novo · Médio C3 Novo                                                | 17   |        |
| 15†1                                                                  | 5   | Sebastian Vettel   | Aston Martin-Mercedes | 62     | Câmbio         | 6        | Intermediário novo · Intermediário novo · Médio C3 Novo · Macio C4 Novo           | PL   |        |
| 16                                                                    | 47  | Mick Schumacher    | Haas-Ferrari          | 61     | +2 voltas      | 4        | Chuva novo · Intermediário novo · Macio C4 Usado · Médio C3 Novo                  | 18   |        |
| 17                                                                    | 9   | Nikita Mazepin     | Haas-Ferrari          | 61     | +2 voltas      | 4        | Chuva novo · Intermediário novo · Macio C4 Usado · Médio C3 Novo                  | 19   |        |
| Ret                                                                   | 77  | Valtteri Bottas    | Mercedes              | 32     | Colisão        | 1        | Intermediário novo · Médio C3 Usado                                               | 8    |        |
| Ret                                                                   | 63  | George Russell     | Williams-Mercedes     | 32     | Colisão        | 1        | Intermediário novo · Médio C3 Novo                                                | 12   |        |
| Ret                                                                   | 6   | Nicholas Latifi    | Williams-Mercedes     | 0      | Colisão        | 0        | Intermediário novo                                                                | 14   |        |
| Volta mais rápida: Lewis Hamilton (Mercedes) – 1:16.702 (na volta 60) |     |                    |                       |        |                |          |                                                                                   |      |        |
| Fonte:                                                                |     |                    |                       |        |                |          |                                                                                   |      |        |

Notas
- ↑1  – Sebastian Vettel (Aston Martin-Mercedes) foi classificado pois cumpriu mais de 90% da prova.
- ↑2  – Yuki Tsunoda (AlphaTauri-Honda) recebeu uma punição de cinco segundos no tempo final por múltiplas advertências recebidas durante a corrida.
- ↑3  – Kimi Raikkonen (Alfa Romeo-Ferrari) recebeu uma punição de trinta segundos por ultrapassar de forma incorreta durante período de safety car e não devolver a posição.
- ↑4  – Lance Stroll (Aston Martin-Mercedes) recebeu uma punição de cinco segundos por ultrapassar Pierre Gasly (AlphaTauri-Honda) utilizando além do limite da pista.

## Voltas na liderança
| Nº de Voltas | Piloto         | Voltas     |
| ------------ | -------------- | ---------- |
| 61           | Max Verstappen | 1-26;29-63 |
| 2            | Lewis Hamilton | 27-28      |

## 2021DHLFastest Pit Stop Award

### Resultado
| 1      | 77 | Valtteri Bottas  | Mercedes              | 2.24 | 25 |
| 2      | 33 | Max Verstappen   | Red Bull Racing-Honda | 2.27 | 18 |
| 3      | 31 | Esteban Ocon     | Alpine-Renault        | 2.33 | 15 |
| 4      | 7  | Kimi Raikkonen   | Alfa Romeo-Ferrari    | 2.48 | 12 |
| 5      | 63 | George Russell   | Williams-Mercedes     | 2.51 | 10 |
| 6      | 55 | Carlos Sainz Jr. | Ferrari               | 2.63 | 8  |
| 7      | 16 | Charles Leclerc  | Ferrari               | 2.67 | 6  |
| 8      | 5  | Sebastian Vettel | Aston Martin-Mercedes | 2.69 | 4  |
| 9      | 10 | Pierre Gasly     | AlphaTauri-Honda      | 2.78 | 2  |
| 10     | 14 | Fernando Alonso  | Alpine-Renault        | 2.86 | 1  |
| Fonte: |    |                  |                       |      |    |

### Classificação
| Tabela do DHL Fastest Pit Stop Award \| Pos \| Construtor \| Pontos \| \| --- \| --------------------- \| ------ \| \| 1 \| Red Bull Racing-Honda \| 61 \| \| 2 \| Mercedes \| 41 \| \| 3 \| Williams-Mercedes \| 30 \| \| 4 \| Alfa Romeo-Ferrari \| 29 \| \| 5 \| Ferrari \| 18 \| \| 6 \| Alpine-Renault \| 17 \| \| 7 \| Aston Martin-Mercedes \| 4 \| \| 8 \| AlphaTauri-Honda \| 2 \| \| 9 \| McLaren-Mercedes \| 0 \| \| 10 \| Haas-Ferrari \| 0 \| |                       |        |
| Pos | Construtor            | Pontos |
| 1 | Red Bull Racing-Honda | 61     |
| 2 | Mercedes              | 41     |
| 3 | Williams-Mercedes     | 30     |
| 4 | Alfa Romeo-Ferrari    | 29     |
| 5 | Ferrari               | 18     |
| 6 | Alpine-Renault        | 17     |
| 7 | Aston Martin-Mercedes | 4      |
| 8 | AlphaTauri-Honda      | 2      |
| 9 | McLaren-Mercedes      | 0      |
| 10 | Haas-Ferrari          | 0      |

## Tabela do campeonato após a corrida
Somente as cinco primeiras posições estão incluídas nas tabelas.
| Pos | Piloto          | Pontos | Var |
| --- | --------------- | ------ | --- |
| 1   | Lewis Hamilton  | 44     | 0   |
| 2   | Max Verstappen  | 43     | 0   |
| 3   | Lando Norris    | 27     | 1   |
| 4   | Charles Leclerc | 20     | 2   |
| 5   | Valtteri Bottas | 16     | 2   |

| Pos | Construtor            | Pontos |
| --- | --------------------- | ------ |
| 1   | Mercedes              | 60     |
| 2   | Red Bull Racing-Honda | 53     |
| 3   | McLaren-Mercedes      | 41     |
| 4   | Ferrari               | 34     |
| 5   | AlphaTauri-Honda      | 8      |